# Ashley Scott
Ashley McCall Scott (Metairie, 13 de julio de 1977) es una actriz y modelo estadounidense, conocida por sus papeles en las series de televisión Jericho, Birds of Prey y Dark Angel. Tuvo un papel importante en la película de 2004 Walking Tall, y ha protagonizado varias películas de televisión en el canal Lifetime desde 2010.

## Familia e inicios
Scott nació en Metairie, Luisiana, pero se crio en Charleston, Carolina del Sur.
Comenzó su carrera de modelo cuando era niña y fue finalista de Elite Model Look en 1993. Cuando era adolescente, Scott trabajó como modelo para Elite Miami. Ella modeló internacionalmente en desfiles de moda en Miami, París y Londres. Scott ha modelado para fotos en la portada de numerosas publicaciones.

## Carrera
El primer crédito en pantalla de Scott fue como Gigolo Jane en la película de 2001 A.I. Inteligencia Artificial. Si bien Scott ha tenido papeles pequeños y secundarios en una serie de largometrajes, incluidos Walking Tall (2004), Into the Blue (2005), The Kingdom (2007) y 12 Rounds (2009), ha tenido varios papeles principales y papeles recurrentes en televisión.
En 2001, Scott fue elegida como Asha Barlow en la serie de ciencia ficción de Fox Dark Angel. En 2002, Scott fue elegida como Helena Kyle/Cazadora en la serie dramática de televisión de The WB Birds of Prey.
En 2004, Scott interpretó el papel de Allison en el piloto no emitido de Joey. Ella protagonizó como Emily Sullivan ambas temporadas (2006-2009) de la serie de CBS Jericho. Fue elegida para interpretar al personaje habitual de Mary en la primera temporada (2015) de la serie de comedia y drama de la cadena Lifetime UnREAL.
Desde 2010, Scott ha protagonizado varias películas hechas para televisión, principalmente para la cadena Lifetime.
En 2013, Scott interpretó el personaje de Maria en el videojuego The Last of Us.
En octubre de 2019, se informó que Scott volvería a interpretar su papel de Helena Kyle/Cazadora en el cruce del Arrowverso «Crisis on Infinite Earths».

## Vida personal
Scott estuvo casada con el productor Anthony Rhulen (El efecto mariposa, Lucky Number Slevin) de 2004 a 2008. Scott está casada con Steve Hart, cantante principal de la banda Worlds Apart, desde 2010. Viven en Los Ángeles, California, con su dos hijas.

## Filmografía

### Cine
| Año  | Título                       | Papel         | Notas                   |
| ---- | ---------------------------- | ------------- | ----------------------- |
| 2001 | A.I. Inteligencia Artificial | Gigolo Jane   |                         |
| 2003 | S.W.A.T.                     | Lara          |                         |
| 2004 | Walking Tall                 | Deni          |                         |
| 2004 | Lost                         | Judy          |                         |
| 2005 | Into the Blue                | Amanda        |                         |
| 2005 | Sólo amigos                  | Janice        |                         |
| 2006 | Puff, Puff, Pass             | Elise         | Directamente para video |
| 2007 | The Kingdom                  | Janine Ripon  |                         |
| 2008 | Strange Wilderness           | Cheryl        |                         |
| 2009 | 12 Rounds                    | Molly Porter  |                         |
| 2019 | Secret Obsession             | Nurse Masters |                         |
| 2019 | Jumanji: The Next Level      | Ella misma    | Escenas eliminadas      |

### Televisión
| Año       | Título        | Papel                | Notas                                             |
| --------- | ------------- | -------------------- | ------------------------------------------------- |
| 2001-2002 | Dark Angel    | Asha Barlow          | Papel principal (temporada 2)                     |
| 2002-2003 | Birds of Prey | Helena Kyle/Cazadora | Papel principal                                   |
| 2004      | Joey          | Allison              | Piloto no emitido                                 |
| 2006-2008 | Jericho       | Emily Sullivan       | Papel principal                                   |
| 2009      | Fear Itself   | Lisa                 | Episodio: «The Circle»                            |
| 2009      | CSI: Miami    | Zoe Belle            | Episodio: «Target Specific»                       |
| 2010      | NCIS          | Dana Hutton          | Episodio: «Obsession»                             |
| 2015      | UnREAL        | Mary Newhouse        | Papel principal (temporada 1)                     |
| 2019      | The Flash     | Helena Kyle/Cazadora | Episodio: «Crisis on Infinite Earths: Part Three» |

### Videojuegos
| Año  | Título                 | Papel | Notas                       |
| ---- | ---------------------- | ----- | --------------------------- |
| 2013 | The Last of Us         | Maria | Voz y captura de movimiento |
| 2020 | The Last of Us Part II | Maria | Voz y captura de movimiento |